# Château de Déomas
Le château de Déomas est un château situé dans la commune d'Annonay dans le département de l'Ardèche en France.

## Situation
Le château, situé au nord de la ville d'Annonay, se situe dans un parc boisé de treize hectares comprenant des platanes, des chênes, des séquoias et des cèdres.

## Historique
Le nom du château vient de la rivière Deûme, appelée par endroits Déôme, qui coule non loin. Il a été construit en 1876, au nord d'Annonay, par Paul Seguin. À sa mort, la propriété est vendue en 1897 à Claire Cyprien-Fabre (1872-1967), d'une grande famille marseillaise, et épouse de George Vignat, rentier à Annonay. Leur troisième enfant, Christiane, née en 1906, épouse en 1937 Jacques Rueff, sous-gouverneur de la Banque de France à Paris et académicien français.
En 1971, Jacques Rueff cherche à vendre la propriété à la ville, le maire d’Annonay étant alors Henri Faure. L'acte de vente est passé le 7 mars 1979 par la municipalité de Jean Parizet ayant succédé à celle d'Henri Faure, un an après la mort de Jacques Rueff. 
Après restauration à la suite d'un incendie accidentel au début des années 1990, ce château constitue l'élément décoratif central du parc.

## Architecture
Le château, de style classique, est une illustration de l'architecture d'Annonay de la fin du XIXe siècle.
L'intérieur se compose d'un mélange d'architecture classique et moderne. Il présente, sur quatre étages de 250 m2, différentes salles marquetées. Le rez-de-jardin possède six salles essentiellement consacrées au multimédia. Au rez-de-chaussée et au premier étage, on peut voir cinq autres salles. Et enfin, le 2e étage en comporte trois.

## Le château aujourd'hui
De nos jours, le château de Déomas est un lieu public dans lequel se trouve la MJC (Maison des Jeunes et de la Culture) d'Annonay.

## Source
- Site internet d'Annonay, page sur le château de Déomas
- Site internet de la MJC d'Annonay http://www.mjcannonay.org/